# 1724 en droit
Cet article présente les faits marquants de l'année 1724 en droit.

## Événements
- En Angleterre, Les Quakers s'opposent formellement à l'esclavage[1].

- 12 janvier, Chine : édit de empereur Yongzheng interdisant la prédication du christianisme. En octobre, tous les missionnaires chrétiens sont expulsés vers Canton, à l'exception de ceux résidant à Pékin[2].

- 24 juin : traité de partage des territoires perses de la Caspienne signé entre les Turcs et la Russie à Constantinople[3].

- 7 décembre, Pologne : bain de sang de Thorn. Un procès a lieu à Thorn à propos d’une école jésuite : le maire et neuf bourgeois du conseil municipal, tous luthériens, sont condamnés à mort et décapités[4].